# Slance
Slance (pronuncia [ˈslaːntsɛ]) è un insediamento (naselje) di 86 abitanti, della municipalità di Celje nella regione della Savinjska in Slovenia.
L'area faceva tradizionalmente parte della regione storica della Stiria, ora invece è inglobata nella regione della Savinjska.